# 八王子市立秋葉台小学校
八王子市立秋葉台小学校（はちおうじしりつ あきばだいしょうがっこう）は、東京都八王子市別所2丁目にある八王子市立の公立小学校。

## 沿革
- 1989年6月1日、建築工事が始まる（以後、6月1日が開校記念日となる）
- 1990年2月2日、秋葉台小学校開設準備室が設置
- 1990年3月15日、工事が竣工
- 1990年4月1日、八王子市内62番目の市立小学校として開校
- 1999年10月30日、10周年の開校記念式典を挙行
- 2002年4月1日、のびのび学級（学校教育法上の呼称では『特別支援学級』）を開設。のびのび学級は発達障害児を対象としている。

## 校名の由来
学校名である「秋葉台」の由来は、過去に「秋葉神社」という神社がこの地域に存在し、学校周辺の丘陵を「秋葉台」と称していたことによる。なお、学校所在地の町名は「別所」である。隣接して秋葉台公園があり、周囲に『秋葉台』の名を含む集合住宅もある。

## 教育内容

### 教育目標
- よく考えてすすんで学ぶ子ども
- 仲良く助け合う子ども
- 健康で明るい子ども

### 学級規模
令和４年（2022年）４月1日時点
|              | 1学年 | 2学年 | 3学年 | 4学年 | 5学年 | 6学年 | のびのび | 合計 |
| ------------ | ----- | ----- | ----- | ----- | ----- | ----- | -------- | ---- |
| 児童数（人） | 93    | 103   | 120   | 121   | 93    | 108   | 34       | 672  |
| 学級数       | 3     | 3     | 4     | 4     | 3     | 3     | 5        | 25   |

開校翌年の1993年の児童数は527名だったが、2003年に326名、2008年には263名と1993年比でほぼ半減した。2022年には672名となり大規模校となっている。
なお、教職員は令和４年４月1日時点で教員39名、ほかに職員4名が所属している。

### 学校行事
第6学年で1学期に栃木県日光市への日光移動教室を行う。
1学期に運動会、2学期に学習発表会を実施する。

### 学校施設
敷地（25,187平方メートル）の中に、校舎、体育館、プールと校庭がある。

## 通学区域
- 八王子市
  - 越野32-45
  - 別所2丁目1-17・19・22-28
  - 堀之内2丁目7-10
  - 堀之内3丁目3-36
  - 堀之内469・3038-3040

## 進学中学校
- 八王子市立別所中学校
- 八王子市立由木中学校

## 周辺施設とアクセス

### 周辺施設
集合住宅、ゴルフ場と秋葉台公園に囲まれた閑静な住宅街の中にある。

### アクセス
京王相模原線　京王堀之内駅徒歩7分